# My Private Nation
| Recensione           | Giudizio     |
| -------------------- | ------------ |
| AllMusic             | [ 2 ]        |
| Blender              | [ 3 ]        |
| Entertainment Weekly | B+           |
| Chicago Sun-Times    | [ 5 ]        |
| The Hartford Courant | Contrastante |
| Los Angeles Times    | [ 7 ]        |
| Newsday              | B            |
| Q                    | [ 3 ]        |
| Rolling Stone        | [ 9 ]        |
| The Washington Post  | Favorevole   |

My Private Nation è il terzo album del gruppo rock statunitense Train, pubblicato nel 2003 dalla Columbia Records. L'album è stato pubblicato il 3 giugno 2003 ed è stato certificato disco di platino negli Stati Uniti.

## Tracce
Tutti i brani sono stati scritti dai Train, salvo dove diversamente indicato.
1. Calling All Angels – 4:02 (Charlie Colin, Patrick Monahan, Jimmy Stafford, Scott Underwood)
2. All American Girl – 3:17 (Monahan, Brendan O'Brien)
3. When I Look to the Sky – 4:04 (Colin, Monahan, Stafford, Underwood)
4. Save the Day – 4:05 (Monahan, O'Brien)
5. My Private Nation – 3:22 (Monahan, O'Brien)
6. Get to Me – 4:05
7. Counting Airplanes – 4:21
8. Following Rita – 3:44
9. Your Every Color – 4:26
10. Lincoln Avenue – 3:36
11. I'm About to Come Alive – 4:05 (Colin, Rob Hotchkiss, Monahan, Stafford, Underwood, Clint Bennett)

Tracce bonus
1. When I Look to the Sky (Radio mix) – 3:59 (Colin, Monahan, Stafford, Underwood) – Disponibile nella versione statunitense dell'album
2. Better Off Alive – 3:15 – Disponibile nella versione europea dell'album
3. Out Here in the Open – 3:44 – Disponibile nella versione giapponese dell'album

DVD
- L'intero album in surround 5.1 e LPCM stereo
- Film documentario 21 Giorni con i Train
- Video musicale di I'm About To Come Alive
- Video musicale live di My Private Nation
- Immagini esclusive di una rara performance di riserva
- Immagini karaoke di un'apparizione a sorpresa
- Profilo dei membri della band
- Discografia

## Singoli
Da questo album sono stati estratti tre singoli. Il primo, Calling All Angels, ha raggiunto la posizione 19 nella Billboard Hot 100 ed è stato un grandissimo successo anche nella classifica Adult Top 40 e nella classifica Adult Contemporary. Anche il secondo singolo, When I Look to the Sky, è stato nella Top 100, ed è stato un successo anche nella classifica Adult Top 40 e nella classifica Adult Contemporary. Il terzo singolo, Get to Me, è stato un successo nella classifica Adult Top 40, e l'intero album è stato certificato come disco di platino dalla RIAA.
I'm About to Come Alive è stata cantata come cover dall'artista di musica country David Nail, che l'ha pubblicata come singolo dal suo omonimo album di debutto.

## Classifiche
| Classifica (2003) | Posizione massima |
| ----------------- | ----------------- |
| Stati Uniti       | 6                 |